# Verax
Verax es un cortometraje de Hong Kong, estrenado en 2013. Verax es la primera película sobre la crisis de Edward Snowden. Los productores son Jeff Floro, Edwin Lee (C: 李健恩, P: Lǐ Jiànēn), Shawn Tse (T: 謝兆龍, S:谢兆龙, P: Xiè Zhàolóng), y Marcus Tsui (T: 崔正傑, S: 崔正杰, P: Cuī Zhèngjié). Fue subido a YouTube.